# Cabasa (stolica tytularna)
Cabasa (łac. Diœcesis Cabasitanus) – stolica historycznej diecezji w Cesarstwie Rzymskim (prowincja Egipt II), współcześnie w Egipcie. Wzmianki o diecezji pochodzą z V wieku. Od XIX wieku katolickie biskupstwo tytularne (do 1925 i w latach 1928–1933 w randze archidiecezji).

## Biskupi tytularni
| Lp. | Biskup                         | Od               | Do               |
| --- | ------------------------------ | ---------------- | ---------------- |
| 1   | Patrick William Riordan        | 17 lipca 1883    | 15 grudnia 1964  |
| 2   | William Ullathorne OSB         | 27 kwietnia 1888 | 21 marca 1889    |
| 3   | Gaudenzio Bonfigli OFMObs      | 19 sierpnia 1890 | 6 kwietnia 1904  |
| 4   | Jules Pichon                   | 13 stycznia 1905 | 18 grudnia 1919  |
| 5   | Alexis Lemaître MAfr.          | 28 lipca 1920    | 20 lutego 1922   |
| 6   | José Núñez y Zárate            | 17 marca 1922    | 19 maja 1922     |
| 7   | Honoré Halle                   | 23 czerwca 1922  | 30 sierpnia 1934 |
| 8   | Prudencio Contardo Ibarra CSsR | 15 grudnia 1934  | 17 marca 1950    |
| 9   | Patrick Lyons                  | 8 marca 1950     | 16 czerwca 1957  |
| 10  | David Hickey SJ                | 13 lipca 1957    | 24 sierpnia 1973 |
| 11  | Toma Adly Zaki                 | 10 kwietnia 2018 | 25 marca 2019    |
| 12  | Hani Bakhoum Kiroulos          | 14 czerwca 2019  |                  |